# John Haack
John Haack es un levantador de pesas estadounidense. Es el actual poseedor del récord mundial en la categoría raw (sin material) de los 90 y 100 kg. El 3 de agosto de 2019, Estableció el récord mundial anterior en los 82,5 kg levantando un total de 907,5 kg , a la edad de 26 años, en San Antonio, Texas. Para este total, hizo sentadilla con 312,5 kg, press de banca con 232,5 kg y peso muerto con 362,5 kg. Este total superó sus propios récords anteriores de 890 kg (establecido el 20 de abril de 2019) y 875 kg (establecido el 15 de diciembre de 2018).
Haack también posee el récord mundial en la categoría de peso raw (sin rodilleras) de 90 kilogramos. Rompió el récord anterior por primera vez el 19 de enero de 2020, con un total de 932,5 kg (327,5 kg en sentadilla, 237,5 kg en press de banca, 367,5 kg en peso muerto), superando el récord anterior de 922,5 kg establecido por Jesse Norris el 7 de noviembre de 2015. El récord más reciente de John (en la categoría de peso de 90 kilogramos) se estableció el 25 de septiembre de 2021. John logró un total de 1005,5 kg (340 kg en sentadilla, 263 kg en press de banca, 402,5 kg en peso muerto). Este récord también logró superar los récords en raw y con equipamiento de la categoría de 100 kilogramos (972,5 kg) de Yury Belkin y la de 110 kilogramos (1.000 kg) de Jamal Browner.
Antes de cambiarse a la USPA (asociación de levantamiento de pesas de los Estados Unidos), fue campeón mundial de la Federación Internacional de levantamiento de pesas en (IFB) en 2016. La IFB es la principal organización de levantamiento de pesas sometida a pruebas de dopaje en todo el mundo, en la categoría de peso clásica (raw) de 83 kg, superando al múltiple campeón mundial de la IPF, Brett. Gibbs con un total, que marcó un récord, de 813 kg (298 kg en sentadilla, 200 kg en banco, 315 kg en peso muerto). Desde entonces, este récord mundial de la IPF sólo ha sido batido por Brett Gibbs en 2018 con un total de 830,5 kg  y por Russel Orhii con un total de 833 kg en el campeonato mundial de 2019.
En 2022, en el WRPF American Pro, Haack estableció un nuevo récord en la categoría de peso de 89 kilogramos (raw). Totalizó 1022 kilogramos (2254,2 libras). Para este total, hizo sentadillas con 345 kg (760,6 lb), hizo banca con 267,5 kg (589,7 lb) y peso muerto con 410 kg (903,9 lb).
John Haack debutó como Strongman en 2023 El 23 de julio de 2023, quedando en tercera posición en Lytham St. Annes, Inglaterra, durante el U90KG Kaos Classic 2023. Para el evento, Max Log Press: 130 kg (286,6 lbs) 11º . Peso muerto con eje: 10 repeticiones de 290 kg (639,3 lbs) 2º. Distancia Husafell: 65,90 metros (216,2 pies) 3º. Farmer's Carry: 27,09 segundos 4º. Yugo en saco de arena Carga: 21,26 segundos 15º. En la prueba de las "Power Stairs": 1º en 27.92 segundos.